# Sofonisba (Alfieri)
Sofonisba è una tragedia storica scritta da Vittorio Alfieri, che si ispira a una vicenda storica.
Un'altra Sofonisba, scritta dal Trissino, fu la prima tragedia rappresentata in Italia, nella seconda metà del 1500.

## Trama
I personaggi della tragedia sono il celebre Scipione l'Africano, il conquistatore di Cartagine; Siface, re della Numidia Occidentale, o Massesilia, che è appena stato sconfitto e fatto prigioniero da Scipione, anche se in precedenza erano stati amici; Massinissa, re della Numidia Orientale, o Massilia, alleato di Scipione e nemico di Siface; e infine Sofonisba, figlia di Asdrubale, re dei Cartaginesi, che ha ereditato dal padre e dallo zio Annibale l'odio per Roma.
Sofonisba, inizialmente promessa dal padre a Massinissa, venne data in sposa dai Cartaginesi, durante l'assenza di Asdrubale, a Siface, per assicurarsi l'aiuto di quest'ultimo contro i Romani. Il risultato fu che Massinissa divenne alleato di Scipione. Sofonisba, caduta prigioniera di Scipione in seguito alla sconfitta di Siface, rifiutò la rinnovata corte di Massinissa e, per non sentirsi bottino di guerra, accettò orgogliosamente la morte, bevendo il veleno datole da quest'ultimo.
La scena è nell'anno 203 a.C., durante la Seconda guerra punica.

### Atto I
La tragedia si apre con l'apparizione di Siface, prigioniero e in catene. Egli viene raggiunto dal suo vincitore e un tempo amico Scipione, che lo libera dalle catene e lo rimprovera, gentilmente, per essere divenuto nemico di Roma. Siface confessa che la causa di questo è stata l'influenza della moglie, Sofonisba.
Scipione, rimasto solo, teme che anche Massinissa, ora che Siface è sconfitto, possa cadere negli inganni di Sofonisba ed essere distolto dall'alleanza con Roma.

### Atto II
Massinissa e Sofonisba si incontrano. Lei crede che Siface sia caduto ucciso, e ha già promesso la propria mano all'antico pretendente. Sofonisba, però, teme che Scipione voglia condurla in Roma per aumentare il proprio trionfo, e fa giurare a Massinissa che non permetterà mai che venga portata via viva dall'Africa.
Sofonisba si ritira ed entra Scipione, che informa Massinissa che Siface è ancora vivo. Massinissa, sopraffatto dal dolore, dichiara l'intensità del proprio amore per Sofonisba, e dice che nulla lo potrà separare da lei, qualunque cosa ciò possa significare per l'alleanza con Roma e Scipione. Quando Massinissa parte, Scipione decide che non lo lascerà a se stesso, e gli farà mutare proposito suo malgrado.

### Atto III
Sofonisba, sola, si chiede il significato del disperato comportamento tenuto da Massinissa dopo il suo colloquio con Scipione. Con suo stupore, entra Siface, da lei creduto morto. Egli le dice di amarla e di volerle assicurare la salvezza, anche se sa di essere stato sposato da lei solo per l'odio verso Roma e non per amore.
Sofonisba gli rivela di essersi promessa a Massinissa solo per il progetto di fargli abbandonare l'alleanza con i Romani. Compare Scipione, ed ella gli ripete le stesse parole. L'appassionata confessione e la sua determinazione a non lasciare mai più Siface, ora che le è stato restituito, impressionano Scipione, che a stento frena il pianto.

### Atto IV
Massinissa, in attesa di parlare a Sofonisba, raccomanda a un suo fedele seguace di tenere pronta una coppa di veleno. Sofonisba gli dice che Siface intende incontrarlo, e di avere deciso di riunirsi al marito, ma Massinissa le risponde che non si separerà mai da lei.
Giunge Siface, e Massinissa generosamente gli propone di organizzare, con l'aiuto delle truppe della Numidia, la sua fuga e quella di Sofonisba, e di scortarli egli stesso alle porte di Cartagine, assicurando che ciò che lo spinge a fare questo sono i suoi timori per la sorte di Sofonisba. Siface rifiuta, e offre di cedere la moglie a Massinissa, per potersi poi togliere la vita. Infine Sofonisba e Siface si allontanano, lasciando Massinissa disperato.

### Atto V
Scipione dice a Massinissa che il suo piano per la fuga di Siface gli è stato rivelato dalla stessa Sofonisba, infuriata perché le era stato negato di entrare nella tenda del marito, che poi si è tolto la vita con una spada.
Giunge Sofonisba, e Scipione si allontana per preparare i funerali di Siface. Sofonisba dice a Massinissa che ora nulla potrà indurla a vivere, e che morirà rifiutando il cibo se egli non le procurerà altri mezzi per portare a termine il suo disegno. Vista inutile ogni supplica, Massinissa si fa portare la coppa di veleno e le permette di berlo, a condizione che ne lasci abbastanza per sé. Sofonisba però lo beve fino all'ultima goccia e Massinissa viene trovato nell'atto di pugnalarsi dal rientrante Scipione, che lo disarma rivolgendogli le ultime parole della tragedia: